# Бейкерсфілд (Вермонт)
Бейкерсфілд (англ. Bakersfield) — місто (англ. town) в США, в окрузі Франклін штату Вермонт. Населення — 1273 особи (2020).

## Демографія
Згідно з переписом 2010 року, у місті мешкали 1322 особи в 495 домогосподарствах у складі 366 родин. Було 586 помешкань
Расовий склад населення:
| - 97,2 % — білих - 0,3 % — корінних американців - 0,2 % — вихідців з тихоокеанських островів - 0,2 % — чорних або афроамериканців - 0,2 % — азіатів |

До двох чи більше рас належало 1,7 %. Частка іспаномовних становила 1,3 % від усіх жителів.
За віковим діапазоном населення розподілялося таким чином: 25,9 % — особи молодші 18 років, 64,3 % — особи у віці 18—64 років, 9,8 % — особи у віці 65 років та старші. Медіана віку мешканця становила 39,2 року. На 100 осіб жіночої статі у місті припадало 105,0 чоловіків;  на 100 жінок у віці від 18 років та старших — 106,1 чоловіків також старших 18 років.
Середній дохід на одне домашнє господарство  становив 71 937 доларів США (медіана — 64 410), а середній дохід на одну сім'ю — 77 484 долари (медіана — 65 880). Медіана доходів становила 53 009 доларів для чоловіків та 33 571 долар для жінок. За межею бідності перебувало 2,4 % осіб, у тому числі 3,1 % дітей у віці до 18 років та 1,5 % осіб у віці 65 років та старших.
Цивільне працевлаштоване населення становило 635 осіб. Основні галузі зайнятості: виробництво — 20,5 %, освіта, охорона здоров'я та соціальна допомога — 18,4 %, роздрібна торгівля — 10,1 %, сільське господарство, лісництво, риболовля — 8,3 %.